# Knickerbocker Trust Company Building

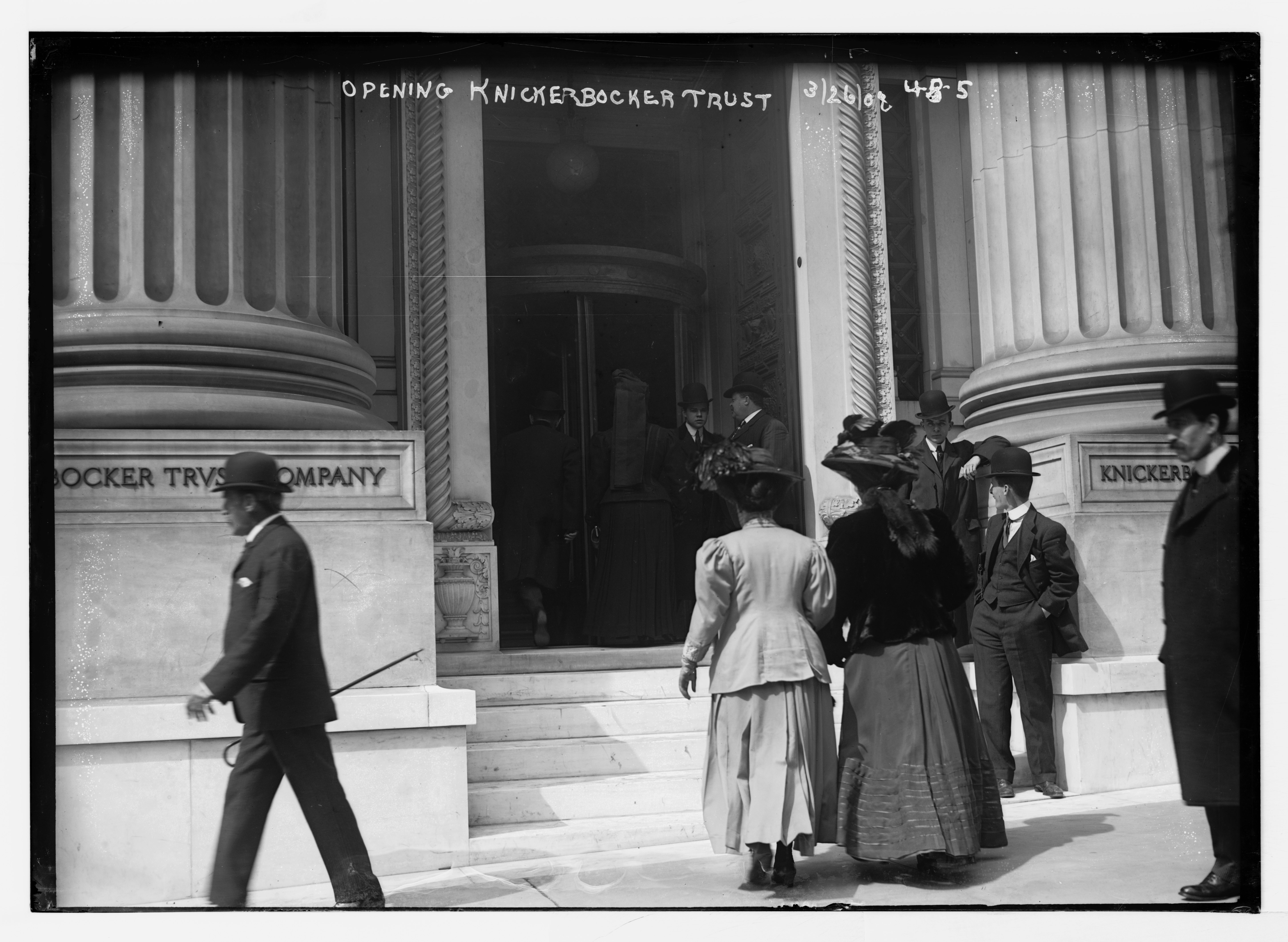
La apertura de la oficina de Knickerbocker Trust en la esquina noroeste de 34th Street y Fifth Avenue

El '''Knickerbocker Trust Company Building''' fue la sede del banco homónimo de la ciudad de Nueva York  en la esquina noroeste de la calle 34 y la Quinta AvenidaFue diseñado por McKim, Mead y White y erigido entre 1902 y 1904.
Simulaba ser un templo de estilo romano . El diseño de Stanford White permitió la posibilidad de agregar nueve pisos de oficinas sobre la estructura. Tenía sucursales en 60 Broadway, en Harlem y El Bronx .
Se amplió diez pisos en 1921 y la fachada se rediseñó por completo en 1958, con sus pilastras características cubiertas; todavía permanece, su forma original irreconocible.